# Пирвели-Гурипули
Пирвели-Гурипули (груз. პირველი გურიფული) — село в Грузии, на территории Хобского муниципалитета края (мхаре) Самегрело-Верхняя Сванетия.

## География
Село находится в западной части Грузии, на правом берегу реки Хоби, вблизи южной окраины города Хоби, административного центра муниципалитета. Абсолютная высота — 13 метров над уровнем моря.

## Население
По результатам официальной переписи населения 2014 года, в Пирвели-Гурипули проживал 351 человек (166 мужчин и 185 женщин). В национальной структуре населения грузины составляли 100 %.
| Год  | Население, человек |
| ---- | ------------------ |
| 2002 | 501                |
| 2014 | ↘ 351              |